# Deutsche Botschaft Wellington
Die Deutsche Botschaft in Wellington ist die diplomatische Vertretung der Bundesrepublik Deutschland in Neuseeland. Als außerordentliche und bevollmächtigte Botschafterin leitet Nicole Menzenbach die Botschaft Wellington. Sie ist gleichzeitig als Botschafterin in den pazifischen Inselstaaten Cookinseln, Niue, Kiribati, Samoa, Tonga und Tuvalu akkreditiert.

## Lage und Gebäude

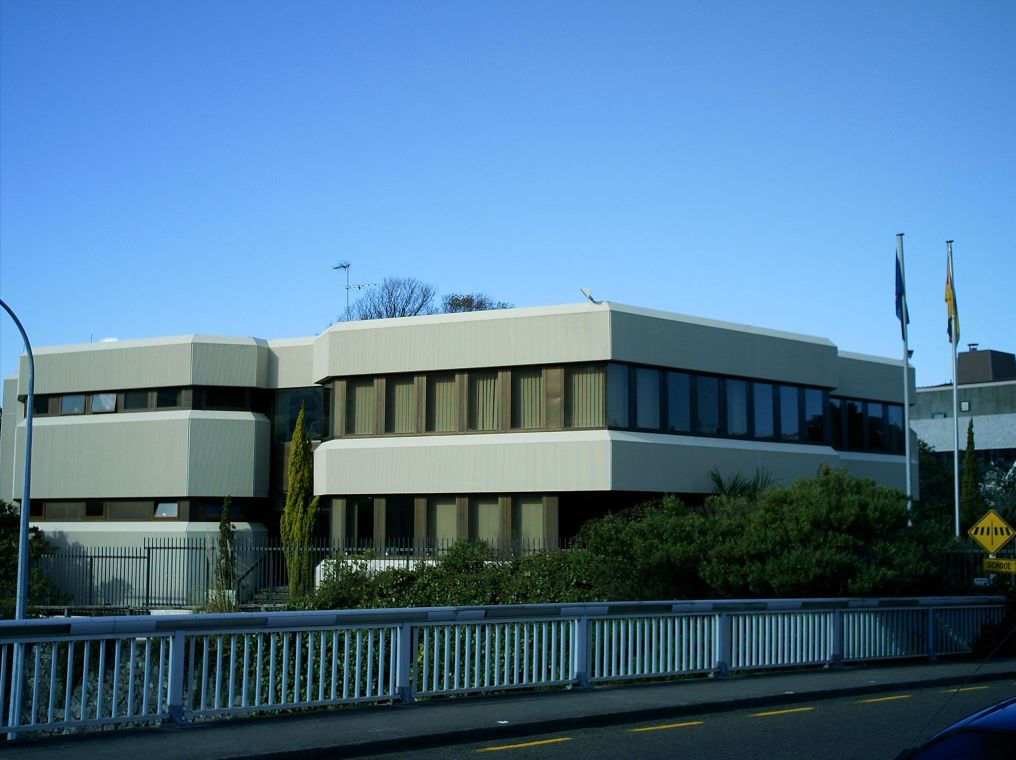
Botschaft Wellington

Die Botschaft befindet sich im Stadtteil Thorndon der neuseeländischen Hauptstadt Wellington. In direkter Nachbarschaft liegt die Vertretung Australiens. Die Straßenadresse lautet: 90-92 Hobson Street, Thorndon, 6011 Wellington.
Die Liegenschaft der Botschaft ist nur wenige hundert Meter vom Ufer des Wellington Harbour entfernt. Zum Anleger der Bluebridge Cook Strait Ferry, die die beiden Hauptinseln Neuseelands verbindet, sind es 2 km. Zum 2 km südlich gelegenen Außenministerium gelangt man in wenigen Minuten. Der Flughafen Wellington ist rund 10 km südlich gelegen und eine Fahrtzeit von einer knappen halben Stunde ist in der Regel ausreichend.
Die zweigeschossige Kanzlei bildet zusammen mit der Residenz des Botschafters ein zweckentsprechendes Ensemble, wobei das moderne Bürohaus der Kanzlei einen deutlichen Kontrast zu dem vorherrschenden traditionellen Baustil darstellt.

## Auftrag und Organisation
Die Deutsche Botschaft Wellington hat den Auftrag, die deutsch-neuseeländischen Beziehungen zu pflegen, die deutschen Interessen gegenüber der Regierung von Neuseeland zu vertreten und die Bundesregierung über Entwicklungen in Neuseeland zu unterrichten. Das Gleiche gilt für die Inselstaaten, in denen der Botschafter nebenakkreditiert ist.
Das Auswärtige Amt entschied in den 1970er Jahren, das Netz der Auslandsvertretungen zu straffen. Dabei erhielt die Botschaft Wellington die regionale Zuständigkeit für den pazifischen Raum.
Die Botschaft gliedert sich in die Referate für Politik, Wirtschaft, Wissenschaft, Kultur und Bildung. Das Referat für Rechts- und Konsularaufgaben der Botschaft bietet deutschen Staatsangehörigen alle konsularischen Dienstleistungen an.
In der Regel können Rechtsreferendare die Verwaltungs- oder Wahlstation an der Botschaft ableisten.
Honorarkonsuln der Bundesrepublik Deutschland sind in Auckland, Christchurch, Apia (Samoa), Avarua (Cookinseln), Nadi (Fidschi), Nuku'alofa (Tonga), Noumea (Neukaledonien) und Papeete (Tahiti, französisch-Polynesien) bestellt und ansässig.

## Geschichte
Am 25. November 1947 endete der Status von Neuseeland als Dominion des Vereinigten Königreichs. Die Bundesrepublik Deutschland eröffnete am 10. November 1953 eine Gesandtschaft in Wellington, die am 1. Januar 1964 in eine Botschaft umgewandelt wurde.
Die DDR und Neuseeland nahmen am 31. Mai 1974 diplomatische Beziehungen auf. Die Botschafter in Canberra (Australien) wurden in Neuseeland nebenakkreditiert. Aufgrund des Beitritts der DDR zur Bundesrepublik Deutschland gingen die diplomatischen Beziehungen am 3. Oktober 1990 unter.